# Узинсу
Узинсу́ (каз. Ұзынсу) — село у складі Іртиського району Павлодарської області Казахстану. Входить до складу Агашоринського сільського округу.
Населення — 420 осіб (2021; 686 у 2009, 1357 у 1999, 1391 у 1989).
Національний склад станом на 1989 рік:
- казахи — 27 %;
- росіяни — 27 %;
- німці — 23 %.

До 2006 року село називалось Суворово.